# District de South Waikato

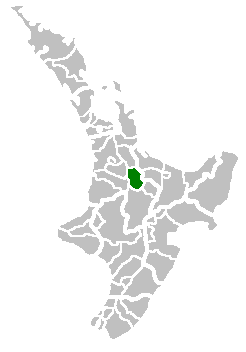
Localisation du district de South Waikato sur une carte de l'île du Nord

Le district de South Waikato est situé dans la région du Waikato, dans l'île du Nord de la Nouvelle-Zélande.
S'étendant sur 1 816,96 km2, il abrite les petites villes de Tokoroa, Putaruru, Tirau et Arapuni. Le conseil du district est sis à Tokoroa. Le district est entouré des villes de Hamilton au nord, Rotorua à l'est, Taupo au sud et Ruapehu à l'ouest, mais est lui-même très rural.
La sylviculture reste l'industrie principale de la région, mais il existe également des projets hydroélectriques dans l'ouest du district.
Lors du recensement de 2006 on y compta 22 641 habitants, dont 65 % à Tokoroa ; 3 765 habitent Putaruru et 752 à Tirau. Le district se dépeuple : on y trouve 4 000 habitants de moins qu'en 1991.

## Sources
- (en) South Waikato District Council
- (en) Final counts – census night and census usually resident populations, and occupied dwellings - Waikato Region, Statistics New Zealand

- (en) Cet article est partiellement ou en totalité issu de l’article de Wikipédia en anglais intitulé « South Waikato District » (voir la liste des auteurs).